# Tiger Tanaka
Tiger Tanaka é uma personagem fictícia criada por Ian Fleming, existente no livro e filme de James Bond Com 007 Só Se Vive Duas Vezes. Chefe do Serviço Secreto Japonês e aliado de 007, é interpretado nas telas pelo ator Tetsuro Tamba.

## Características
Tanaka é um ex-piloto kamikaze que se tornou chefe da inteligência japonesa durante a ocupação norte-americana do Japão, após a Segunda Guerra Mundial. Chefe das agentes Aki e Kissy Suzuki, que se envolvem com Bond, ele é um conquistador de mulheres que foi casado três vezes e é amargo sobre a influência da cultura americana em seu país, que entende como o preço da derrota na guerra. Sua identidade é um dos segredos mais bem guardados do Japão e para evitar identificação, ele sempre se move num sistema subterrâneo próprio de trens sob as ruas de Tóquio.

## No filme
Em Com 007 Só Se Vive Duas Vezes, de 1967, Tanaka é a ligação e o principal aliado de Bond no Japão, em sua missão de investigação do desaparecimento de duas naves espaciais. Ele integra Bond nos costumes japoneses, fazendo-o tomar o seu primeiro 'banho civilizado', cercado de mulheres. Os dois encontram-se pela primeira vez na base secreta de 'Tiger', nos subterrâneos de Tóquio, onde Bond chega através de um escorregador de aço.
'Tiger' educa Bond na arte ninja, colocando-o para treinar em sua escola secreta de ninjas, próximo  a Tóquio e providencia o casamento de fachada do espião com uma de suas agentes, Kissy Suzuki, para integrá-lo na vida japonesa para conseguir informações e passar despercebido aos espiões da SPECTRE. É ele que invade o vulcão de Blofeld com sua tropa de ninjas em apoio a 007, na batalha final do filme, antes da base secreta ser explodida.